# Chantier médiéval de la Sogne
 (mars 2014).

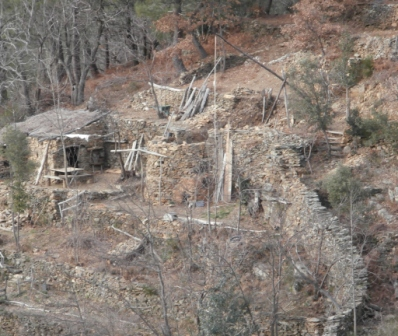
Une vue sur le chantier médiéval de la Sogne

La Sogne ou le village de la Sogne est un site d'essai d’archéologie expérimentale et plus précisément une reconstitution d'un chantier médiéval de construction débuté en 2009, avec des techniques historiques ou locales permettant de mieux comprendre le processus de construction d'alors. Il ne s'agit pas d'une reconstitution stricte. Elle évolue selon des principes propres à l'archéologie expérimentale, entre l'an mil et le XIIIe siècle. En partant d'un site vierge,entre deux sources et sur des faïsses, les différents protagonistes bâtissent un village médiéval dont les travaux devraient s'achever aux alentours de 2030.

## Localisation
Au cœur des chênes et des châtaigniers, sur un flanc de montagne escarpé et rocheux, le chantier médiéval est situé sur la commune d'Aujac dans le département du Gard.

## Construction
Lancé par Frédéric Dussaud, écrivain et conteur, ce projet voit sa première posée le 22 mars 2009 et est prévu pour durer 20 ans. Depuis 2009, les bâtisseurs ont modelé les terres pentues à flanc de colline, extrait les pierres et réalisé les ateliers de construction nécessaires à la construction du village médiéval.  Ils ont également commencé en 2013 la construction d'une tour ronde et la construction des créneaux et des merlons de l'enceinte fortifiée.[réf. nécessaire]

## Objectif et organisation
Le chantier est géré par l'association loi 1901 "les Fous de la Sogne". 
On y trouve des ateliers d'extraction et de pose de pierres. La technique utilisée, dite de la "construction à pierre sèche" parfois combiné à un mortier de terre ou d'argile, est réservée - de par sa fragilité intrinsèque - à des ouvrages sommaires de faible élévation.
On y fait aussi de l'abattage d'arbres et de la réparation d'outils anciens. 
L'extraction et le tamisage de l'argile permettent la réalisation d'ateliers tels que poterie, tuilerie, briqueterie et torchis. Des ateliers de jardinage et d'entretien sur les faïsses permettent de garder des espaces utilisables.
Des volontaires viennent sur le chantier pour travailler sur les différents ateliers contre une participation financière, dans le but d'améliorer la compréhension de l'édification des villages du Moyen Âge et pour expérimenter des techniques ancestrales de construction de ceux-ci.
L'association participe au développement économique et social du territoire au travers d'une action visant à améliorer la problématique de l'isolement de l'habitat, les moyens de transports, l'accès à l'emploi, aux loisirs et à la culture.[réf. nécessaire]